# 訓練營
训练营是指人們把军事人员或运动员集中在一起嚴格训练一段時間，目的是讓他們好好学习並提高技能。 运动员通常要为即将到来的赛事做好準備而前往训练营訓練。